# Gesellschaft für Sport und Technik

Emblem der GST

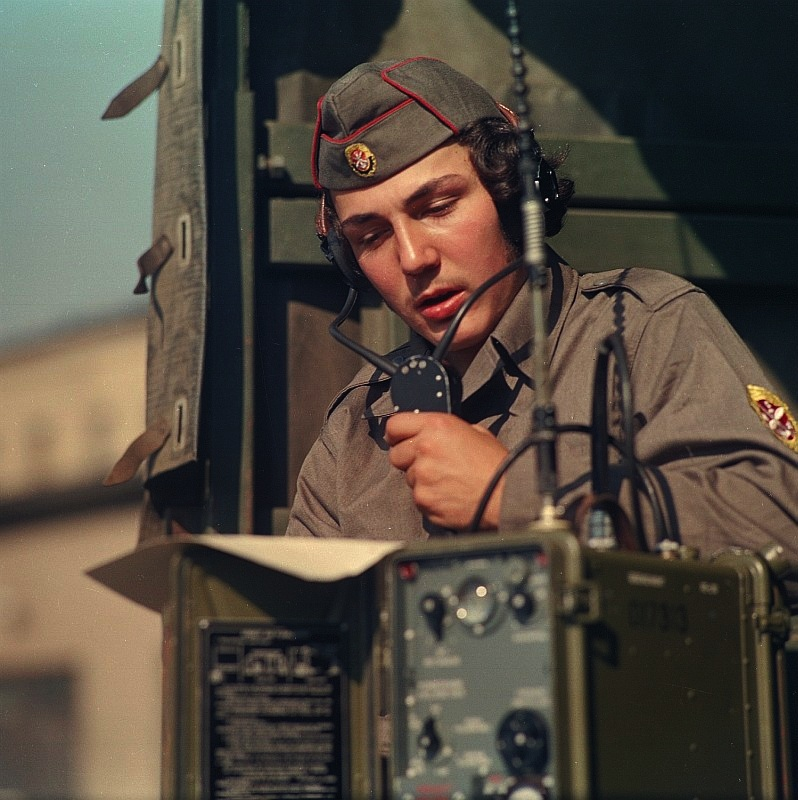
GST-Funker, 1976

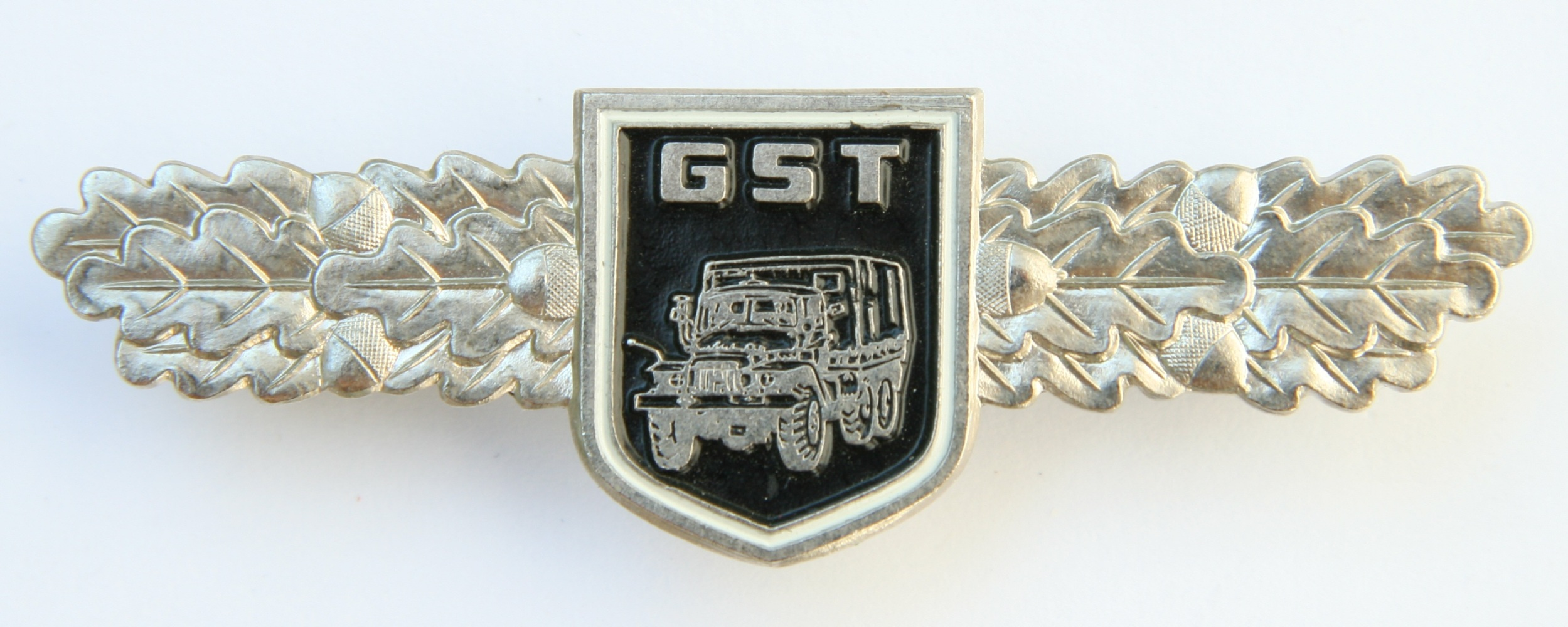
Qualifikationsspange Kraftfahrer

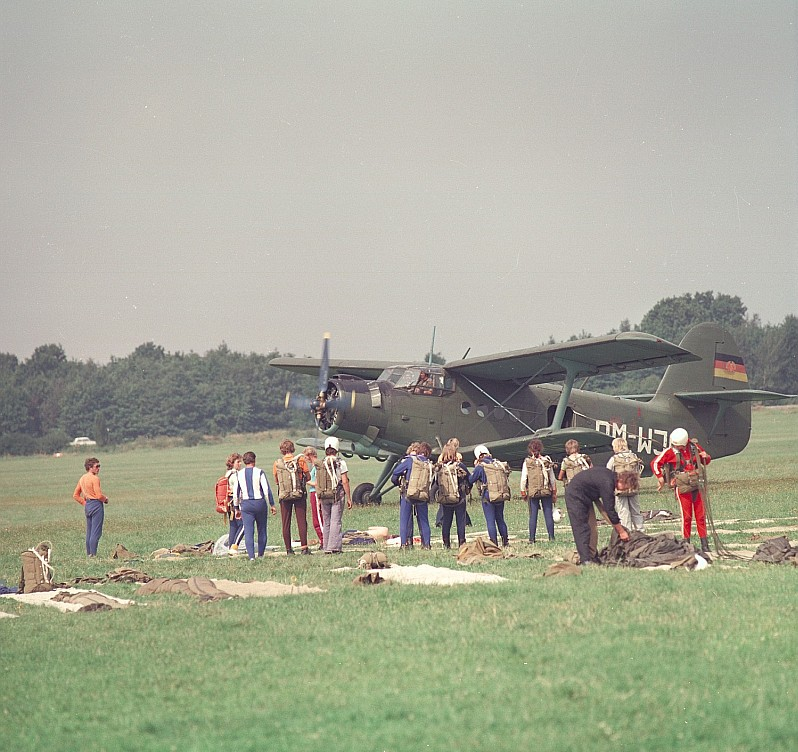
Fallschirmspringer der GST, Flugplatz Gera-Leumnitz (1977)

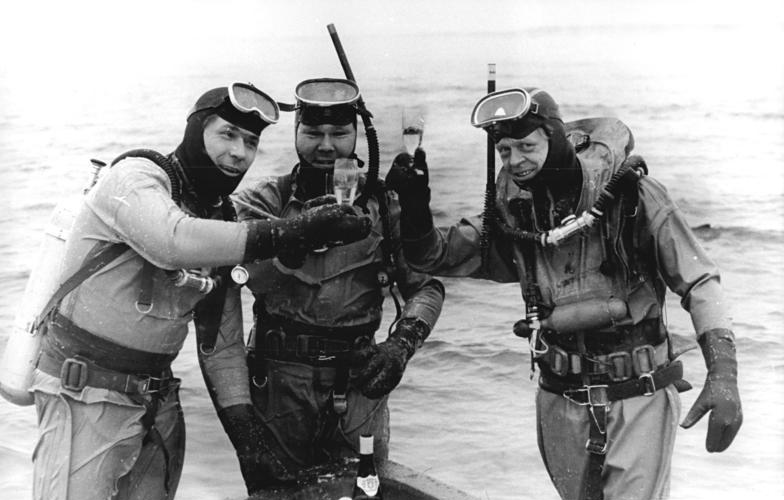
Sporttaucher der GST nach einem Tauchgang im Helenesee, 1978

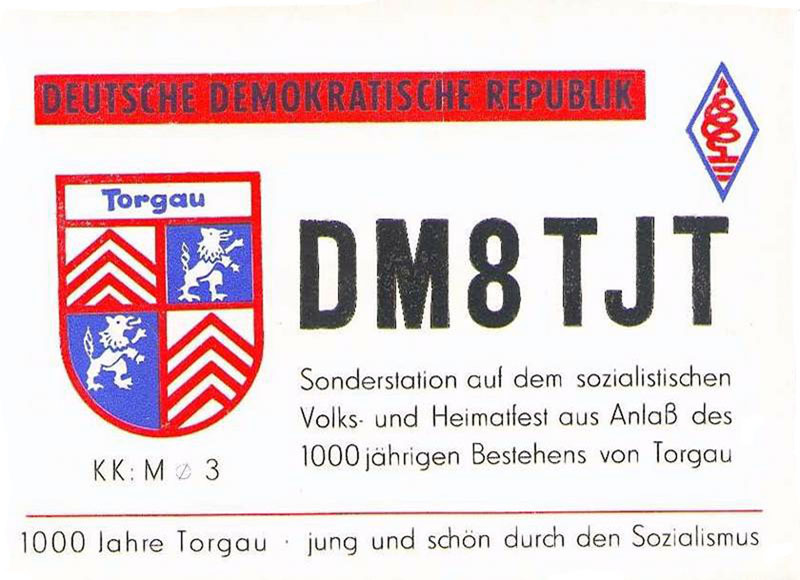
Linientreue QSL-Karte von Funkamateuren

Die Gesellschaft für Sport und Technik (GST) war eine paramilitärische Massenorganisation der DDR, gebildet 1952 zur vormilitärischen Ausbildung für den „Schutz der Heimat“. Sie war nicht für Kampfeinsätze vorgesehen und ist daher nur bedingt zu den bewaffneten Organen der DDR zu zählen. Sie wurde Dachverband für Sportarten wie Sportschießen, Motorsport, Marine- und Seesport, Tauchsport, Segelfliegen, Funksport und Fallschirmspringen sowie für den Schiffsmodellsport, den Automodellsport und den Flugmodellsport. Die GST war neben der Nationalen Volksarmee zuständig für die vormilitärische Ausbildung, die an Schulen, Universitäten und in den Betrieben durchgeführt wurde, wodurch die GST auch zur Militarisierung der Gesellschaft der DDR, zur Disziplinierung der Jugend und der Förderung der Wehrbereitschaft der Bevölkerung beitrug.
Die GST wurde am 7. August 1952 als Körperschaft des öffentlichen Rechts gegründet und war zunächst unter der Anleitung des Ministeriums des Innern tätig. Auf Verordnung des Ministerrates vom 14. September 1968 wurde die GST dem Ministerium für Nationale Verteidigung unterstellt. Ab Mitte der 1970er Jahre bezeichnete sich die GST als „sozialistische Wehrorganisation der DDR“. Im Frühjahr 1990 wurde die GST aufgelöst.

## Gründung
Die Gesellschaft für Sport und Technik wurde im Zuge der von Josef Stalin veranlassten Wiederbewaffnung der DDR gegründet. Als Vorbild diente die 1951 gegründete sowjetische Massenorganisation DOSAAF. Um die komplexen Verteidigungsvorbereitungen der DDR nach sowjetischem Vorbild auf den Weg zu bringen, wurden am 6. Mai 1952 durch mehrere Beschlüsse des Politbüros des ZK der SED die Bildung des Dienstes für Deutschland, des Deutschen Roten Kreuzes, des Staatssekretariats für Körperkultur und Sport und der Organisation Schutz der Heimat, aus der die spätere GST hervorging, beschlossen. Die GST sollte dem Zweck der Friedenssicherung dienen und deshalb zunächst Schutz der Heimat heißen. Kurze Zeit später entschloss man sich jedoch die eigentliche Intention der Organisation durch die Vergabe eines zivilen, sportlichen Namens zu verschleiern. Am 7. August 1952 erließ Otto Grotewohl als Vorsitzender des Ministerrates die Verordnung über die Bildung der GST als Körperschaft des öffentlichen Rechts. Die GST-Leitung sollte der Kontrolle des Innenministeriums unterliegen. Den Mitgliedergrundstock bildeten Mitglieder aus den Interessengemeinschaften für Sport der FDJ, die zur GST übertraten.

## Aufbau und Finanzierung
Die Kosten für die GST wurden nach ihrer Gründung in die Finanzplanung des Ministeriums des Innern (MdI) eingeordnet. Die finanziellen Aufwendungen für die Wehrsportorganisation GST lagen für die DDR-Steuerzahler 1952/53 auf fast demselben Niveau wie für den ebenfalls vom MdI finanzierten freiwilligen, kasernierten Dienst für Deutschland. Ab 1. September bis 31. Dezember 1952 kostete die Unterhaltung der GST 41,6 Millionen DM und 1953 45,5 Millionen DM. Bis 1955 wurde die GST zudem mit Geldern des FDGB unterstützt. Ende 1952 waren fast eine halbe Million DDR-Bürger Mitglied der GST.

## Aufgaben und Tätigkeiten

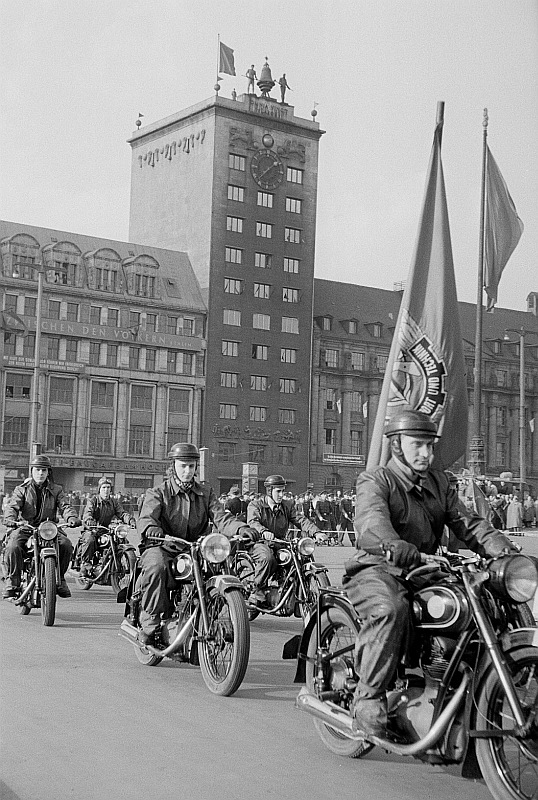
Motorradkolonne der GST auf dem Leipziger Karl-Marx-Platz, 1953

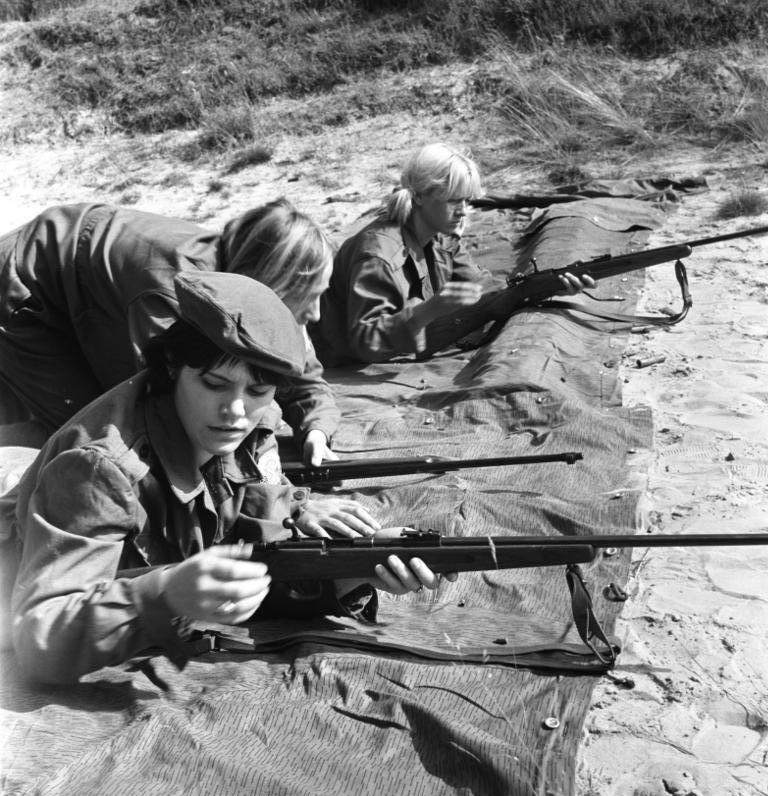
Schießübung mit KK-Gewehr in Vorbereitung für die III. Zentralen Meisterschaften der GST, in einem Trainingslager bei Mirow, 1967

Die GST spielte neben der FDJ zunächst eine besondere Rolle bei der Personalwerbung und Rekrutierung für die künftigen Streitkräfte der DDR. Die GST war für die Gewinnung und Disziplinierung Jugendlicher und die Überwindung pazifistischer Anschauungen zuständig und übernahm die vormilitärische Ausbildung. Die Vernachlässigung des sportlichen Charakters der GST zugunsten eines militärischen Anstrichs Anfang 1953 führte die GST mit dem Aufstand vom 17. Juni 1953 in eine Existenzkrise, die sie politisch nur knapp überstand.
Im Januar 1955 wies das Politbüro der SED der GST die folgenden vier zentralen Aufgaben zu, von denen wesentliche Teile nie realisiert worden sind:
- „vormilitärische Ausbildung der jugendlichen Arbeiter und werktätigen Bauern sowie der Söhne der fortschrittlichen Intelligenz, um sie für den Dienst in der KVP vorzubereiten;
- vormilitärische Ausbildung aller Arbeiter und werktätigen Bauern, um sie zur Verteidigung der Heimat zu befähigen;
- Vermittlung von militärischen und militärtechnischen Kenntnissen unter den Werktätigen;
- Erziehung der Arbeiter und werktätigen Bauern zum Haß gegen die Kriegstreiber und Feinde der DDR sowie zur Liebe zur Heimat und zur Erkenntnis der Notwendigkeit ihrer bewaffneten Verteidigung durch eine breite mündliche und schriftliche Agitation und Propaganda.“[12]

Nach diesem Beschluss sollten die Arbeiter und Bauern im Alter von 20 bis 50 Jahren durch die GST allgemein vormilitärisch und außerdem an allen Handwaffen und automatischen Waffen ausgebildet werden. Andere Schichten, wie Angehörige des gewerblichen Mittelstandes, die vermutlich als Gegner forcierter Wehrerziehung galten, blieben außen vor. Die GST sollte zum hauptsächlichen Werbeträger für die KVP gemacht werden. Neue Kameraden wurde generalstabsmäßig geworben und viele Funktionäre mutmaßten bereits, „daß die GST ‚eine KVP im Kleinen‘ sei“, und es kam im Zuge dessen zu ersten kaderpolitischen Säuberungsaktionen in den Bezirken.
Nachdem per Gesetz vom 18. Januar 1956 die Nationale Volksarmee geschaffen worden war, fungierte die GST als ihr Hauptwerbeträger. Der hauptamtliche Apparat der GST wurde im Laufe der Zeit überwiegend mit ehemaligen NVA-Offizieren besetzt. Obschon das Politbüro am 16. Oktober 1956 die GST ausdrücklich zu einer engen Verzahnung mit den Wehrkommandos verpflichtete, kam es unter den GST-Mitgliedern nach dem in Ungarn im Herbst 1956 blutig niedergeschlagenen Volksaufstand zu Stagnationserscheinungen, weil die Mitglieder mit Austritt drohten, da sie sich nicht mit der militärischen Grundausrichtung der GST identifizieren wollten und die der GST zugedachten Rolle als bester Freund der NVA nicht goutierten. Zudem wollten die GST-Mitglieder die Ausreise aus der DDR als Privatangelegenheit betrachtet wissen und nicht als Verrat am Arbeiter-und-Bauern-Staat. Nach Überwindung der Anfangsschwierigkeiten entwickelte sich die GST zu einer der Massenorganisationen, die den Machterhalt der SED-Herrschaft pseudoplebiszitär stützten.
1962 leitete der neue Verteidigungsminister Heinz Hoffmann die zukünftigen Aufgaben der GST aus denen der NVA ab. Er verlangte „einen politisch bewußten, disziplinierten, standhaften und militärisch gut vorgebildeten Soldaten“, und sah in dieser Vorbildung den Kern der künftigen Aufgabe der GST.
Bis zur Einführung des Wehrkundeunterrichts als Pflichtfach buhlte die GST um Einfluss und Profilierung an Schulen und Universitäten und verstärkte ab 1963 die Arbeit in Schulen, woraufhin in fast allen Fächern vormilitärische und technische Kenntnisse vermittelt wurden. Das führte zu einem anhaltenden Mitgliederschwund und 1964 kam es zu einer Austrittswelle von über 10.000 Mitgliedern.
Die Bedeutung der Organisation wuchs weiterhin vom bloßen Wehrsport zur „Schule des Soldaten von morgen“. Sie betrieb Ausbildungsbasen und Schießstände, führte Wehrausbildungslager und Wettkämpfe durch. Durch die im Wehrdienstgesetz festgeschriebene Teilnahme an der vormilitärischen Ausbildung kamen fast alle jungen Männer mit der GST in Kontakt, die diese Übungen organisierte, auch wenn sie keine Mitglieder der GST waren. Ein Teil der Oberschüler (EOS) war Mitglied der GST. Das Gleiche galt für Lehrlinge in Großbetrieben. Sie zahlten einen geringen Mitgliedsbeitrag (0,25 Mark für Schüler).
Neben der allgemeinen vormilitärischen Ausbildung wurden
- Wehrlager (für Jungen zwei Wochen am Ende der 9. Klasse) und ein Marsch der Bewährung für ca. fünf Tage im Jahr während der Berufsausbildung (an der EOS einmalig am Ende der 11. Klasse) und
- Wettkämpfe (Wehrspartakiaden) durchgeführt.

Die Funktion der GST bestand zunächst in der Wehrerziehung und vormilitärischen Ausbildung der Gesamtbevölkerung. Jugendliche nahmen ursprünglich auf freiwilliger Basis an den Wehrerziehungskursen teil. Während des Mauerbaus 1961 rief der GST-Vorsitzende Staimer zur Bildung von Einsatzgruppen auf, um die LPGs zu sichern, angebliche Provokateure und Saboteure, die im kommunistischen Sprachgebrauch Diversanten genannt wurden, zu bekämpfen und oppositionelle Flugblattverteiler festzunehmen, was in den Grundorganisationen mitunter auf Ablehnung stieß.
Ab 1969 wurde die vormilitärische Ausbildung von Lehrlingen und Abiturienten durch die GST dann obligatorisch. In den zentralen Ausbildungslagern für die vormilitärische Ausbildung von Lehrlingen und Abiturienten waren die Lebensbedingungen in einigen Fällen wegen Mängeln (Essensversorgung, sanitäre Anlagen und medizinische Versorgung) kritikwürdig.
Diese Form der obligatorischen Wehrerziehung war unabhängig von der Tätigkeit der GST gegenüber ihren Mitgliedern. Es handelte sich dabei um obligatorische Lehrgänge für Lehrlinge, welche von den Mitgliedern und Funktionären der GST durchgeführt wurden.
Zum 1. Januar 1957 wurde auf Vorschlag des ZK der SED die Einrichtung von GST-Fahrschulen beschlossen. Damit bestand für Jugendliche die Möglichkeit, im Rahmen der GST Führerscheine für Lkw, Pkw oder Moped zu erwerben. Die GST war mitunter die einzige Möglichkeit, bestimmte Sportarten (zum Beispiel Segelfliegen, Motorfliegen, Schießsport, Tauchsport) auszuüben.
Neben ihrer Aufgabe, Jugendliche auf den aktiven Wehrdienst in der NVA vorzubereiten, hatte die GST als „sozialistische Wehrorganisation der DDR“ auch die Wehrfähigkeit der Reservisten zu erhalten. 1987 beschloss man, die „ungedienten Reservisten“, d. h., die Wehrpflichtigen ab dem 18. Lebensjahr bis zur Einberufung zum Wehrdienst, verstärkt in den Wehrsport einzubeziehen. Ab den 1980er Jahren war die überwiegende Mehrheit der Mitglieder an einem freiwillig verlängerten Militärdienst eher desinteressiert.
Für Mitglieder gab es ab 1961 Uniformen, Dienstränge, Leistungsnadeln und Orden. Die GST-Vorstände wurden von hauptamtlichem Personal mit militärischem Hintergrund, meist ehemaligen Berufssoldaten, dominiert.
1989 hatte die GST fast 650.000 Mitglieder, die in 8.526 Grundorganisationen aufgeteilt in 15.810 Sektionen organisiert waren. Neben den meist fachspezifischen Sektionen war die GST als Massenorganisation nach den Regeln des demokratischen Zentralismus in Grundorganisationen, Kreis- und Bezirksvorständen und dem Zentralvorstand (ZV) organisiert. Die Grundorganisationen existierten in Betrieben, Berufsschulen, Erweiterten Oberschulen, Hoch- und Fachschulen, in Verwaltungsinstitutionen und Produktionsgenossenschaften. Als höchstes Organ der Gesellschaft für Sport und Technik galt laut Satzung der Kongress, der nach der Regel alle fünf Jahre tagte und dessen Aufgabe es war, den Zentralvorstand zu wählen.

## Dachverband verschiedener DDR-Sportverbände
Die GST diente auch als Dachverband für diverse Sportverbände der DDR und war mitverantwortlich für die Heranbildung von Spitzensportlern, was von der Öffentlichkeit kaum bemerkt wurde.
- Deutscher Schützenverband der DDR (DSV)
- Flug- und Fallschirmsportverband der DDR (FFSV)
- Militärischer Mehrkampfverband der DDR (MMKV)
- Deutscher Seesportverband der DDR
- Tauchsportverband der DDR
- Modellsportverband (MSV)
- Motorsportverband (MoSV)
- Radiosportverband der DDR (RSV)
- Wehrkampfsportverband (WKSV)

Vier Sektionen gab es in der GST nur bis 1960/61:
- Sektion Pferdesport, 1960 staatlichen Organen unterstellt
- Sektion Dienst- und Gebrauchshundewesen, selbständige Organisation ab 1960
- Sektion Jagdwesen, ab 1961 staatlichen Organen unterstellt
- Sektion Sporttauben, ab 1960 selbständige Organisation

### Sportschießen
Da der Deutsche Schützenverband der DDR der GST zugeordnet war, war die Gesellschaft für Sport und Technik auch für die olympische Sportart Sportschießen zuständig und in das olympische Programm der DDR eingebunden. Die GST delegierte talentierte Nachwuchsschützen an die Kinder- und Jugendsportschulen und Trainer zum Studium an die Deutsche Hochschule für Körperkultur (DHfK) in Leipzig. Das Training des Leistungssports im Sportschießen konzentrierte sich in den Klubs in Leipzig und Suhl. Die Sportschützen der DDR konnten Olympiasiege, Europa- und Weltmeistertitel erringen. Der Deutsche Schützenverband der DDR war mit 247.000 Sportschützen der mitgliederstärkste Verband im Bereich der GST und seit 1960 Mitglied der Internationalen Schützenunion UIT.
Zu den international erfolgreichen Sportschützen der GST, die olympische Medaillenplätze errangen, gehören Ralf Schumann, Bernd Hartstein, Hellfried Heilfort, Thomas Pfeffer, Harald Vollmar, Axel Wegner, Kurt Czekalla, Werner Lippoldt, Jürgen Wiefel.

### Schiffsmodellsport
Im April 1961 wurden die Schiffsmodellsportler der GST offizielles Mitglied des Europäischen Schiffsmodellsport-Verbandes NAVIGA und mit der Ausrichtung der zweiten Europameisterschaft im Schiffsmodellsport betraut, die vom 11. bis 13. August 1961 in Karl-Marx-Stadt mit Beteiligung aus Frankreich, Italien, Österreich, Polen, Schweiz, der BRD und der DDR ausgetragen wurde.

### Marine- und Seesport

Ehrenpokal Karl-Marx-Stadt – Wanderpokal Wettkampfsegeln Bezirksvorstand der GST

Für die Ausbildung in den Fachbereichen – Seemannschaft, Maschinentechnik, Tauchsport und Modellbautechnik gab es in den Bezirken Ausbildungsstätten. Es gab speziell für den Seesport die GST Marine- und Seesportklubs sowie Seesportstützpunkte. Die Ausbildung erfolgte in den Stufen A, B und C.
- Die Ausbildungsstufe A befähigte zum Steuern von Ruderbooten und vermittelte Grundkenntnisse im Schwimmen, Bootsbau, Segeln, Signalwinken sowie Morsen und in der Seemannschaft Fähigkeiten zum Knoten und Spleißen.
- Die Ausbildungsstufe B vermittelte Kenntnisse zum selbstständigen Führen von Dingis, Segelkuttern und Segelbooten bis 20 m² im Bereich der Binnengewässer und Seewasserstraßen.
- Die Ausbildungsstufe C an der GST-Marineschule August Lütgens in Greifswald vervollständigte die Ausbildung zum Führen von Motorbooten und Segelbooten bis 30 m² Segelfläche.

Für Seesportausbildung standen Kutter K 6 (sechsriemig) / K 10 (zehnriemig) / Segelboote und -schiffe, Motordingis, Barkassen / K-Boote und durch erfahrenes Seepersonal geführte Schulboote und ein Segelschulschiff, die Schonerbrigg „Wilhelm Pieck“, zur Verfügung.

## Wehrspartakiaden
Wehrspartakiaden waren wehrsportliche Wettkämpfe der „verteidigungsbereiten Jugend der DDR“ mit dem Ziel der Bestenermittlung in der vormilitärischen Ausbildung und den Meisterschaften im Wehrsport.
- I. Wehrspartakiade (13. bis 16. August 1970) in Schwerin, 5.000 Teilnehmer
- II. Wehrspartakiade (20. bis 24. August 1975) in Magdeburg, 8.000 Teilnehmer
- III. Wehrspartakiade (27. bis 30. Juli 1978) in Halle (Saale), 9.200 Teilnehmer
- IV. Wehrspartakiade (9. bis 12. Juli 1981) in Erfurt, 10.000 Teilnehmer

## GST-Kongresse

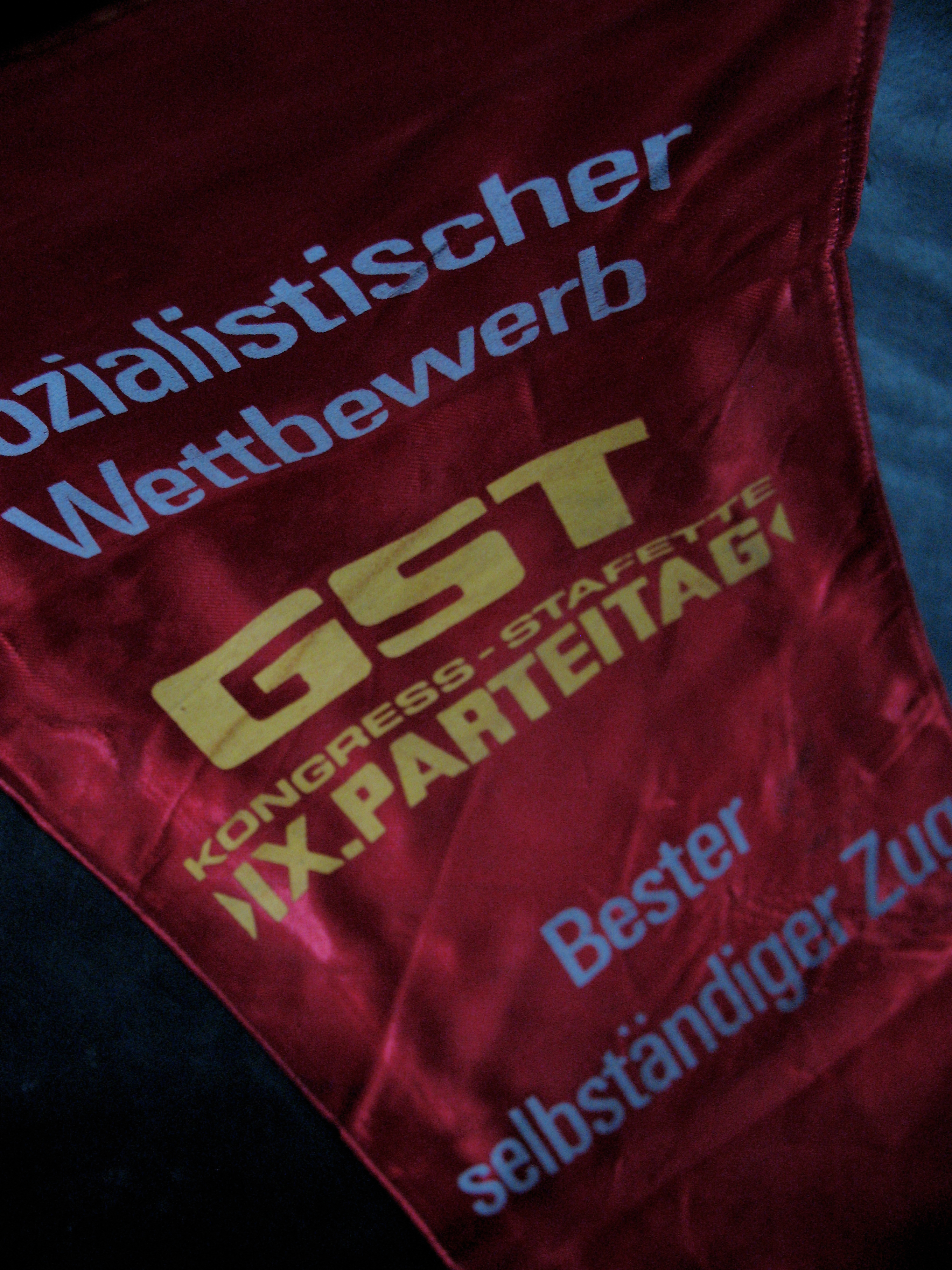
Ehrenbanner zur GST Kongress-Staffette – IX. Parteitag – Bester selbstständiger Zug – Sozialistischer Wettbewerb der DDR

Der Kongress war das oberste beschließende Organ der Massenorganisation, der bis 1972 alle vier Jahre, danach alle fünf Jahre einberufen wurde.
- I. Kongress (14. bis 16. September 1956) in Karl-Marx-Stadt
Teilnehmer: 937 Delegierte, 192 Gäste
- II. Kongress (23. bis 25. Juni 1960) in Magdeburg
Teilnehmer: 1.200 Delegierte, 250 Gäste
- III. Kongress (9. bis 11. April 1964) in Görlitz
Teilnehmer: 851 Delegierte, 246 Gäste
- IV. Kongress (12. bis 14. September 1968) in Berlin
Teilnehmer: 520 Delegierte, 53 Gäste. Hier wurde die GST zum ersten Mal als „Schule des Soldaten von morgen“ bezeichnet.[24]
- V. Kongress (14. bis 16. September 1972) in Dresden
Teilnehmer: 1.211 Delegierte, 55 Gäste
- VI. Kongress (17. bis 19. Juni 1977) in Karl-Marx-Stadt
Teilnehmer: 1.197 Delegierte, 300 Gäste
- VII. Kongress (25. bis 27. Juni 1982) in Cottbus
Teilnehmer: 1200 Delegierte, 200 Gäste
- VIII. Kongress (14. bis 16. Mai 1987) in Karl-Marx-Stadt, letzter GST-Kongress

## Leiter bzw. später Vorsitzende der GST
- Oberst Arno Berthold: 7. August 1952 bis 3. Januar 1955 als Leiter der GST
- Generalmajor Richard Staimer: 4. Januar 1955 bis 27. Februar 1963 als Leiter der GST
- Generalmajor Kurt Lohberger: 1. März 1963 bis 1. Februar 1968 als Vorsitzender des Zentralvorstandes der GST
- Generalleutnant Günther Teller: 1. Februar 1968 bis 28. Juni 1982 als Vorsitzender des Zentralvorstandes der GST
- Generalmajor Kurt Krämer: Juni bis November 1982 als amtierender Vorsitzender des Zentralvorstandes der GST
- Vizeadmiral Günter Kutzschebauch: 24. November 1982 bis 28. Januar 1990 als Vorsitzender des Zentralvorstandes der GST

## Symbole der GST

Flagge der Gesellschaft für Sport und Technik

Das Emblem der GST besteht aus einem Oval, umfasst von goldenen Ähren und einem Zahnrad. Es zeigt auf rotem Grund einen Anker, einen Propeller und ein Gewehr. Die Flagge der GST ist rot und trägt in der Mitte das Emblem.

## Publikationen der GST
Die GST gab ab Oktober 1952  die Zeitschrift „Sport und Technik“ sowie weitere Spezialzeitschriften heraus, von denen der „Funkamateur“ gegenwärtig noch erscheint und die „Fliegerrevue“ bis Anfang 2024 bestand.
Vom Zentralvorstand der GST wurde eine Vielzahl von Publikationen herausgegeben, die hinsichtlich Zeitraum des Erscheinens und auch Titel Unterschiede aufwiesen:
- Zentralvorstand der Gesellschaft für Sport und Technik (Hrsg.): Chronik zur Geschichte der Gesellschaft für Sport und Technik. 2. Auflage. Militärverlag der DDR, Berlin 1988, ISBN 3-327-00271-1.
- Sport und Technik. Das Organ des ZV der GST erschien von Oktober 1952 bis 1954
- Das Banner. Das Organ des ZV der GST erschien von 1955 bis Ausgabe 3/1957
- Sport und Technik in Wort und Bild. Das Organ des ZV der GST erschien von 1957 bis 1962
- Sport und Technik (S + T). Das Organ des ZV der GST erschien von 1963 bis Ausgabe 5/1990
- Sport und Technik. Ausgabe A – Motorsport. Die Fachzeitschrift erschien von 1954 bis 1955
- Motorsport. Zeitschrift für Sport und Kraftfahrzeugtechnik, erschien von 1955 bis 1962
- Motorsport. Mitteilungsblatt, es erschien von 1965 bis 1989
- Sport und Technik. Ausgabe B – Flugsport, die Zeitschrift erschien von 1954 bis 1955
- Flügel der Heimat. Die Fachzeitschrift des ZV der GST erschien von 1955 bis 1959
- Aerosport. Welt der Flieger. Hrsg. vom ZV der GST, erschien von 1960 bis 1969
- Flieger-Revue. Flieger Revue international. Die Luftfahrtzeitschrift für jedermann. Inhalt: Luftverkehr, Flugtechnik, Luftsport, Flugzeugsport, Flugzeugtypen, Luftfahrtgeschichte, Raumfahrt. Das Fachorgan erschien von 1970 bis Ausgabe 2/1990
- Aeroklub der DDR. Mitteilungsblatt. Beilage zu Aero-Sport und Flieger-Revue, es erschien von 1962 bis 1980
- Sport und Technik. Ausgabe C – Seesport, erschien von 1954 bis 1955
- Seesport. Zeitschrift für Seesport, Marinewesen, Schiffsmaschinentechnik, Schiffahrt, erschien von 1955 bis 1962
- Poseidon. Zeitschrift für Tauchsport, erschien von 1962 bis 1978[27][28]
- Seesport. Mitteilungsblatt, erschien von 1965 bis 1978
- Poseidon. Zeitschrift für See- und Tauchsport. Die Fachzeitschrift erschien von 1978 bis Ausgabe 1/1990. Anm.: Die maritime Zeitschrift führte im Verlauf ihres Erscheinens verschiedene Untertitel
- Sport und Technik. Ausgabe D – Nachrichtensport, enthielt die Beilage Mitteilungen für Kurzwellenamateure, erschien nur im Jahr 1954
- Sport und Technik. Ausgabe D – Der Funkamateur – Fernsprech- und Fernschreibtechnik, erschien nur 1955
- Funkamateur. Zeitschrift für das Nachrichtenwesen der GST. Das Fachorgan erschien von 1955 bis Ausgabe 2/1990. Anm.: Es führte im Verlauf seines Erscheinens verschiedene Untertitel
- Sport und Technik. Ausgabe E – Sportschießen/Reit- und Hundesport, erschien nur 1954
- Sport und Technik. Ausgabe E – Sportschießen/Sporttauben, Reit- und Hundesport, erschien nur 1955
- Der Hund. Die Fachzeitschrift erschien von 1955 bis 1958
- Der Hund. Ausgabe A und B. Die Fachzeitschrift erschien von 1959 bis Ausgabe 10/1961
- Die Sporttaube. Die Fachzeitschrift erschien von 1956 bis Ausgabe 10/1961
- Sportschießen und Reitsport, erschien nur 1955
- Sportschießen und Pferdesport, erschien 1955 bis 1957
- Pferd und Sport, erschien von 1957 bis Ausgabe 10/1961
- Der Sportschütze. Magazin für Sportschießen, Schützenwesen, Waffentechnik. Das Fachorgan erschien von 1957 bis 1962
- Mitteilungsblatt Schießsport, später Sportschießen, erschien von 1965 bis 1974
- Visier. Zeitschrift für Sportschießen und Waffenkunde. Das Fachorgan erschien von 1975 bis Ausgabe 6/1990. Anm.: Aufgegangen in Visier/Singhofen/Das internationale Waffenmagazin
- Der Modellbauer, erschien von 1956 bis 1958
- Modellbau und Basteln, erschien von 1958 bis 1969
- Modellbau heute. Zeitschrift für Flug-, Schiffs- und Kfz-Modellbau und -Sport / Flugzeuge -Schiffe – Fahrzeuge konstruktiv kreativ, das Fachorgan erschien von 1970 bis Ausgabe 6/1990
- Aus der Praxis für die Praxis. Zeitschrift für die organisationspolitische Arbeit in der GST, erschien von 1957 bis 1989 (?)
- konkret. Zeitschrift des ZV der GST für Führungs- und Leitungsfragen. Das „Funktionärsorgan“ erschien von 1965 bis 1989

Die GST-Publikationen wurden bei folgenden Verlagen hergestellt: Sportverlag Berlin (1952 bis 1954), Gesellschaft für Sport und Technik – Verlag Sport und Technik (1954 bis 1962), Deutscher Militärverlag Berlin, später Militärverlag der DDR (1962 bis 1990).

## Ausstattung

### Fahrzeuge, Schiffe, Flugzeuge und Technik
Die GST verfügte 1986/87 unter anderem über:
- 3.500 Kraftfahrzeuge verschiedener Typen und Bestimmung, davon 1.334 Fahrschul-Lastkraftwagen IFA W50
- 17.384 Krafträder und Kleinkrafträder
- 33 Schulschiffe bzw. Motorausbildungsboote, darunter das einzige Segelschulschiff der DDR, die „Wilhelm Pieck“, heute Greif, das größte Motorschulschiff der GST, „Ernst Thälmann“ (II) und das Sporttaucherschiff „Artur Becker“, wobei zum gegenwärtigen Zeitpunkt nur noch die „Greif“ in Dienst ist. Das Schiff beging im August 2016 sein 65. Dienstjubiläum
- 529 Motorboote und Kutter
- 167 Motorflugzeuge
- 472 Segelflugzeuge
- 10.026 Nachrichtengeräte
- 48.000 Kleinkaliber-Maschinenpistolen, von denen 40.000 unbenutzt in den Lagern der Staatsreserve lagerten
- 50.000 Kleinkaliber-Gewehre
- 106.000 Luftgewehre
- 1.154 Waffenkammern
- 8.741 Schießbahnen (nicht identisch mit Schießständen)
- 35 Flugplätze

### Zentrale Schulen der GST
Ab Juli 1954 nahmen u. a. folgende zentrale Schulen ihre Tätigkeit auf:
- Funktionärsschule in Teterow, ab 1957 in Ballenstedt, ab 1971 in Schönhagen, zuletzt Blankenburg (Harz)
- Schule für Sportschießen in Kuhlmühle
- Motorsportschule in Bautzen, ab 1961 in Laucha an der Unstrut, ab 1962 in Ballenstedt (Harz) und 1969 in Schule für Kfz-Ausbildung der GST umbenannt
- Nachrichtenschule in Oppin
- Segelflugschule in Laucha, ab 1978 in Jahnsdorf
- Segelflugschule in Ballenstedt, später in Pfaffenhain
- Technische Schule für Segelflug, später Flugsportschule, in Schönhagen
- Seesportschule in Rechlin
- Seesportschule in Lauenhain, später Umwandlung in GST-Seesportstützpunkt
- Hochsee-Yachten-Station in Greifswald-Wieck, ab 1958 GST-Seesportschule, ab 1969 GST-Marineschule „August Lütgens“ als zentrale maritime Ausbildungsstätte der Gesellschaft für Sport und Technik.

In den siebziger und achtziger Jahren kamen folgende GST-Schulen hinzu:
- Schule für Taucherausbildung in Neuglobsow am Stechlinsee, seit 1978
- Fallschirmsprungschule in Halle-Oppin, seit 1980

### Zentrale Ausbildungszentren (ZAZ) der GST
In den Monaten Juni bis September 1955 übergab der FDGB der GST fünf Zeltlager zur weiteren Nutzung, aus denen später Zentrale Ausbildungszentren (ZAZ) der GST entstanden. Die ZAZ waren Basisobjekte, zu denen Ausbildungseinheiten der GST mit eigenen Ausbildern anreisten:
- Zentrales Ausbildungszentrum Wilhelm Pieck in Breege, Insel Rügen
- Zentrales Ausbildungszentrum Egon Schultz in Prerow auf dem Darß
- Zentrales Ausbildungszentrum Hans Beimler in Scheibe-Alsbach, Thüringen
- Zentrales Ausbildungszentrum Ernst Thälmann in Schirgiswalde, Oberlausitz
- Zentrales Ausbildungszentrum Rote Jungfront in Tambach-Dietharz, Thüringen

Das spätere ZAZ der GST in Storkow entstand erst in den 1980er Jahren.

### Funkausbildung der GST

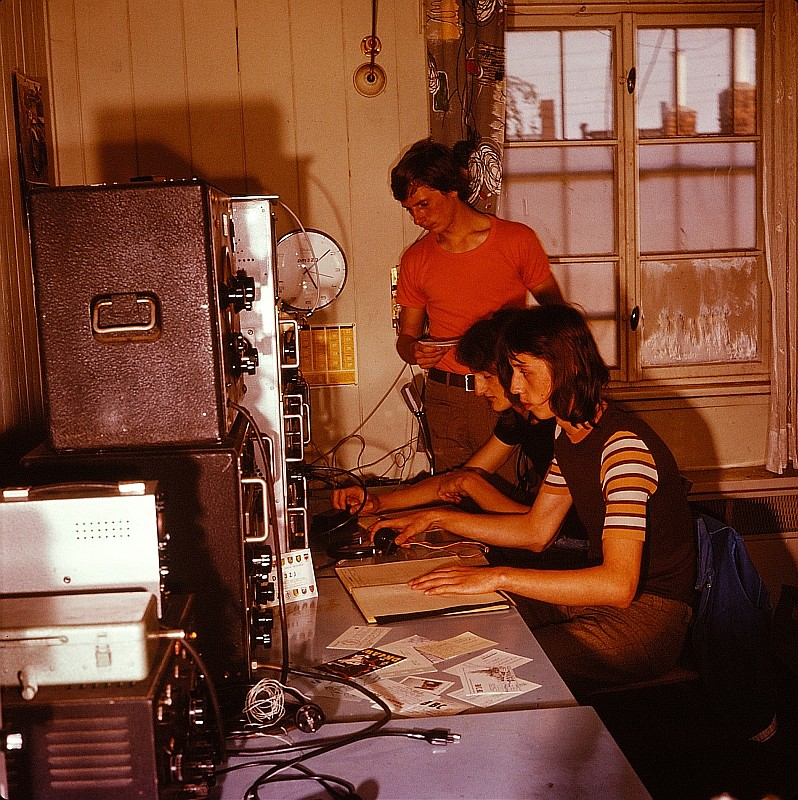
Funkausbildung der GST des VEB Keramische Werke Hermsdorf (KWH), Thüringen, 1977.
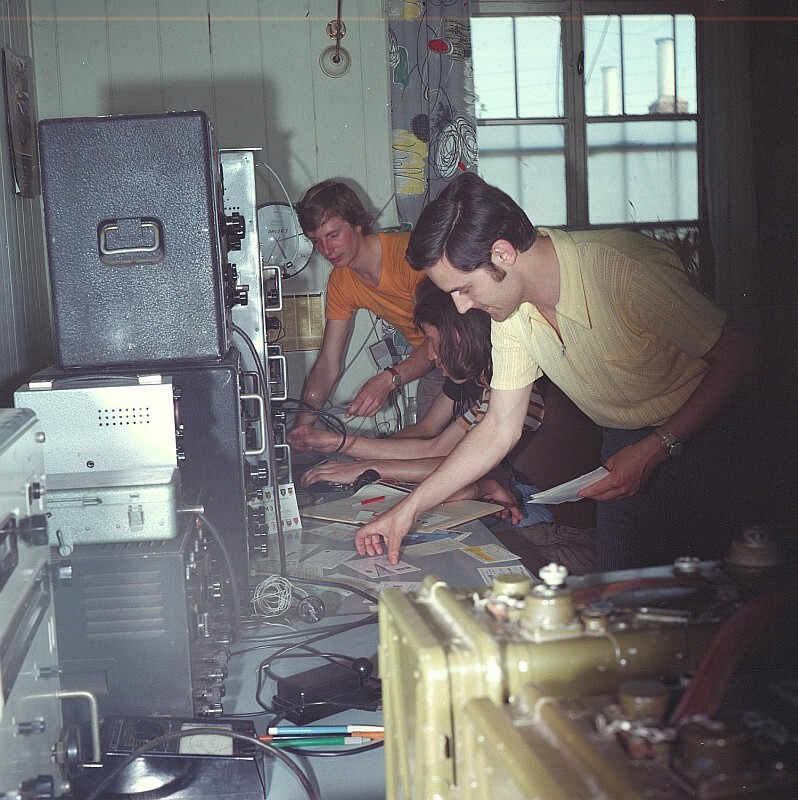
ebensolche in Hermsdorf

## Restriktionen für die Luftsportsektionen ab 1979
Bis Ende der 1970er Jahre waren DDR-Fluchten mit Fluggerät der GST eher die Ausnahme. Neben fünf Fluchten mit Motorflugzeugen (1962, 1964, zweimal 1975 sowie 1978) hatte es bis dahin nur eine einzige Flucht mit einem Segelflugzeug gegeben, als sich der mehrfache DDR-Meister im Streckensegelflug Udo Elke am 22. Juni 1973 von Neustadt-Glewe aus gen Westen absetzte. Zwischen Mai und August 1979 häuften sich solche Fälle jedoch. Zunächst überflogen zwei GST-Mitglieder am 14. Mai von Suhl bzw. am 24. Juni von Saarmund aus den Todesstreifen in Segelflugzeugen (was die sofortige Schließung des nahe bei West-Berlin gelegenen Flugplatzes Saarmund zur Folge hatte), und schließlich bemächtigte sich ein Ingenieur, der bis dahin lediglich Segelflugzeuge geflogen hatte, in Großrückerswalde eines Motorflugzeugs, mit dem er und seine Familie die Bundesrepublik erreichten.
Unmittelbar nach Bekanntwerden dieser zuletzt genannten Flucht am 24. August 1979 erging ein absolutes Startverbot an sämtliche Flugplätze der GST. Ihre Zahl betrug damals 78. Die meisten waren reine Segelflugplätze, auf einigen wenigen wurde auch Motorflug oder Fallschirmspringen betrieben. Im Spätherbst 1979 hoben die zuständigen staatlichen Stellen das Startverbot für drei dieser Plätze auf; auf 32 weiteren durfte ab Mai 1980 wieder geflogen werden. Die Mehrheit aber, nämlich 43, wurde stillgelegt. Dazu gehörten etliche Plätze in relativer Nähe zur innerdeutschen Grenze bzw. der Grenze zu West-Berlin, aber auch solche, die weit von diesen Grenzen entfernt lagen, wie die beiden Dresdner Segelflugplätze oder jener in Görlitz. Ziel war offensichtlich, das Netz der Flugsportgelegenheiten generell auszudünnen, ihnen in Gänze den Charakter von Freizeitsport zu nehmen und sie vollkommen auf die vormilitärische Ausbildung zu orientieren. Die Segelflieger wurden u. a. dadurch ausgesiebt, dass jene mit Verwandten im westlichen Teil Deutschlands vor die Wahl gestellt wurden, entweder den Kontakt zu diesen abzubrechen oder das Fliegen aufzugeben. Der Flugbetrieb wurde fortan nach strikt militärischen Prinzipien organisiert. Er begann mit Antreten in Reih und Glied in der himmelblauen Fliegeruniform der GST (deren Tragen bis dahin freiwillig war und sich meist auf das Überziehen der Jacke beschränkte). Jedoch war dies auch immer von den jeweiligen hauptamtlichen Leitern der Flugplätze abhängig. Ab 1980 wurden Neulinge mit grünen GST-Uniformen und nach einem Jahr Mitgliedschaft mitunter mit NVA-Fliegerkombis ausgestattet. Die Flugplätze wurden ab 1980 zum Teil abgezäunt, Thermikflüge waren zunächst überhaupt nicht gestattet, sondern nur Platzrunden von wenigen Minuten, und die Flugwege der Piloten wurden fortan peinlich genau überwacht.
Ab Sommer 1980 wurden einige restriktive Bestimmungen schrittweise abgemildert. Als die Thermikflüge wieder erlaubt wurden, war zuerst jedem Segelflugzeug ein permanenter Luftbeobachter zugeteilt. Der Flugsport blieb bis zur Wende und friedliche Revolution in der DDR starken Restriktionen ausgesetzt. Streckenflüge außerhalb der Flugplatzzone waren stark eingeschränkt und durften nur in exakt vorgegebenen Luftkorridoren stattfinden. Generell wurden in erster Linie nur Jugendliche mit dem Wunsch einer späteren militärischen Laufbahn oder entsprechenden persönlichen Beziehungen zu Funktionären ausgebildet.

## Medien
- Im Jahr 1959 entstand nach Regie von Carl Balhaus der Film SAS 181 antwortet nicht.
- Die Deutsche Post der DDR würdigte die Organisation mit der Herausgabe von drei Briefmarken in den Jahren 1972, 1982 und 1987.